# Fromms

Logo der eingetragenen Wort-Bild-Marke

Seit 1919 ist Fromms das erste Markenkondom der Welt. Der Chemiker Julius Fromm aus Berlin hatte es entwickelt. Heute werden Kondome dieser Marke von der Mapa GmbH in Deutschland produziert.

## Geschichte

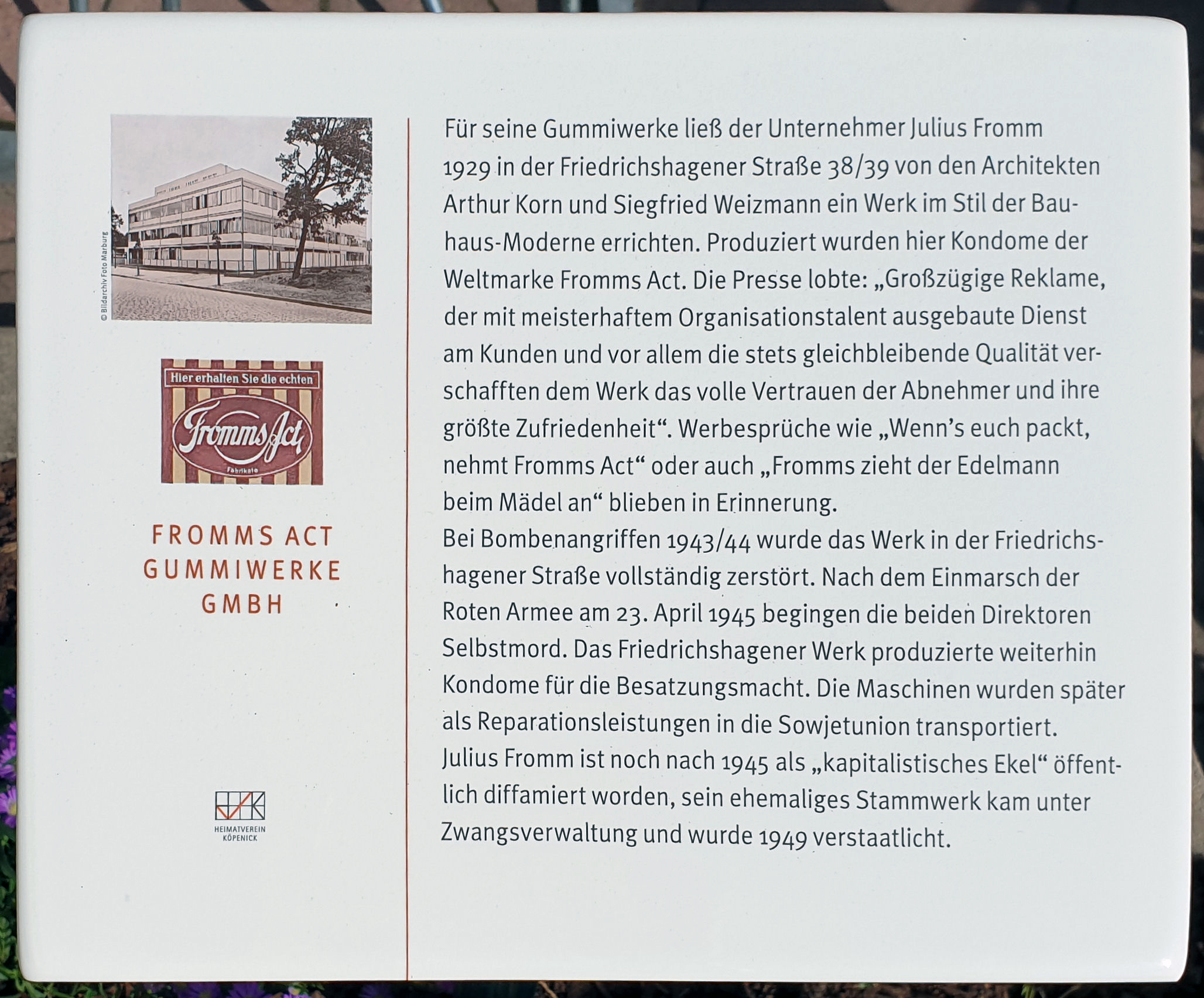
Gedenktafel in der Friedrichshagener Straße 38, in Berlin-Köpenick

Julius Fromm eröffnete 1912 in Berlin eine kleine Produktionsstätte für nahtlose Gummiwaren und startete, soweit bekannt, weltweit die erste Serienproduktion von Kondomen. Im Ersten Weltkrieg boomte die Nachfrage nach diesen Verhütungsmitteln, vor allem in Soldatenkreisen. 1919 entschloss sich der ausgebildete Chemiker, eine Kondompackung unter seinem Namen als Fromms Act herauszubringen. Das Kondom sei so gut, dass er mit seinem Namen dafür bürge, so Fromm. Damit entstand das erste Markenkondom der Welt. Bevorzugt wurden die Kondome zu dieser Zeit beim Friseur, in Drogerien und Apotheken gekauft.
1921 ließ Julius Fromm seine Firma in Berlin-Köpenick unter der Bezeichnung Fromms Act. Julius Fromm. Spezialfabrik nahtloser Gummiwaren eintragen. Zwei Jahre später eröffnete er in Berlin-Friedrichshagen eine weitere Produktionsstätte auf einem 16.000 m² großen Terrain, dazu eine Vertriebsniederlassung zwischen Danzig und Zoppot. Die Fromms Gummiwerke nahmen 1930 in Berlin-Köpenick die modernste Tauchgummiproduktion für Präservative in Betrieb. Diese Fabrik galt in jeder Beziehung als vorbildlich. So wurden bereits Kontrollprüfungen für jedes einzelne Kondom durchgeführt, die für den bekannten Sexualpsychologen Magnus Hirschfeld so überzeugend waren, dass er nach einer Betriebsbesichtigung äußerte: „Das unter der Bezeichnung Fromms Act verbreitete Präservativ erfüllt in vollkommenster Weise alle Vorbedingungen eines zweckentsprechenden Schutz- und Vorbeugungsmittels.“  Der Verkaufserfolg der Fromms-Präservative in den 1930er Jahren war beispiellos. In den Betrieben Köpenick und Friedrichshagen wurden zusammen 500 Mitarbeiter beschäftigt. Der Vertrieb erfolgte über Hauptvertretungen, die in zwanzig Städten etabliert waren, daneben gab es zahlreiche Stadtvertretungen. Eine bedeutende Rolle spielte auch der Export, so dass in neun Ländern Auslandsvertretungen unterhalten wurden.
Die himmlersche Polizeiverordnung von 1934 verbot Werbung für Verhütungsmittel, speziell für Kondome. Zu dieser Zeit stellte die Firma Fromms den Friseuren und Drogisten emaillierte Reklameschilder mit der Aufschrift „Verlangen Sie die echten Fromms Gummischwämme“ zur Verfügung. Diese Schilder wurden an den Hauswänden der Geschäfte montiert. Dem Verbraucher wurde somit signalisiert, dass es in diesen Geschäften Fromms Präservative gebe.  Wegen ihrer jüdischen Abstammung fühlte sich die Familie Fromm in Deutschland nicht mehr sicher, so dass Herbert und Edgar Fromm, die Söhne des Firmengründers Julius Fromm, Deutschland 1935 verließen. Sie versuchten von London aus einen Kondomvertrieb aufzubauen. Die Ware wurde von den Fromms Gummiwerken Berlin geliefert. Die Kondome wurden nun unter der Marke MORFJ (eine Verdrehung des Namens J. Fromm) vertrieben. Als mit Kriegsausbruch Edgar Fromm als Ausländer in ein Internierungslager nach Australien kam, brach die Firma, auch durch die Unterbrechung des Kontaktes nach Berlin, zusammen. 1938 wurde Julius Fromm aufgrund seiner jüdischen Religionszugehörigkeit von den Nazis gezwungen, sein Werk für 300.000 Reichsmark weit unter Wert „zu verkaufen“. Die Käuferin war Reichsmarschall Hermann Görings Patentante Elisabeth Edle von Epenstein-Mauternburg. Hermann Göring erhielt für dieses Geschäft von der Baronin unter anderem die Burgen Veldenstein und Mauterndorf.
1945 wurde das Hauptwerk der Fromms, das Gummiwerk in Berlin-Köpenick, unmittelbar vor Kriegsende bombardiert und brannte vollständig aus. Julius Fromm, der das Kriegsende in London als Asylant erlebte, überstand das Ende von Nazi-Deutschland und die Vorfreude auf den Wiederaufbau seines Betriebes nicht. Am 12. Mai 1945 erlag er einem Herzversagen.
1947 wurde die Firma Hanseatische Gummiwerke Bachmann & Co. KG in Zeven gegründet. Ziel war es, Gummiwaren, insbesondere Gummischürzen, herzustellen. Allerdings erteilte die damalige Militärregierung die Betriebserlaubnis nur unter der Bedingung, dass Präservative hergestellt würden, um die Verbreitung von Geschlechtskrankheiten zu verhindern. Bis zur späteren Lizenzübernahme von Fromms werden die Kondome unter der Bezeichnung SYMPATHIE verkauft.
Edgar und Herbert Fromm bauten 1948 vom Verkaufserlös ihres Berliner Vaterhauses in London eine kleine Fabrik zum Vertrieb von Präservativen auf, die HERBERT FROMM LTD., LONDON. Die Brüder versuchen, an ihre Vorkriegserfolge mit der Marke MORFJ anzuknüpfen. Der Versuch endete jedoch in einem Fiasko. Die Fromms-Fabriken waren derweil im sowjetisch besetzten Teil Deutschlands außer Betrieb. Herbert Fromm kaufte die Rechte für das eigene Warenzeichen Fromms für 50.000 Mark zurück und schloss mit der Hanseatischen Gummiwarenfabrik Zeven (HGF) einen Lizenzvertrag für die Nutzung dieses Warenzeichens. Nur kurze Zeit ließen sich die Brüder Fromm noch mit Kondomen aus Zeven für den Vertrieb der Morfj-Kondome in England beliefern. 1950 gaben sie den Betrieb in London auf.
Die Hanseatische Gummiwarenfabrik brachte 1962 ihr erstes feuchtbeschichtetes Kondom auf den Markt – Fromms FF. Diese Ware hatte in den ersten Jahren (bis 1967) kein Reservoir, was die Markteinführung erschwerte. Darüber hinaus passierte eine Panne bei der Fertigung der ersten Serie: Die Dosierpumpe für die Feuchtbeschichtung versagte unbemerkt, so dass nur trockene Kondome ausgeliefert wurden. Die Rücknahme bzw. der Umtausch wurde zum großen Handicap für den geplanten Erfolg. Erst Ende der 1960er Jahre konnte sich das Produkt Fromms FF in der gewünschten Form am Markt durchsetzen.
Die seit 1963 geführten Verhandlungen der MAPA SA. Manufacture Francaise de Latex mit den Firmen Blausiegel, Richter, Käufer & Co., Hannover, und der Hanseatischen Gummiwarenfabrik, Bremen, führten 1967 zu einer Fusion zur neuen Fromms-Blausiegel Gummiwarenfabrik, Hannover, die zwei Jahre später in MAPA Gummi- und Plastikwerke umbenannt wurde. Sitz des Unternehmens ist Zeven.

## Produkte
Mit den Varianten „transparent“ und „classic“ bietet Fromms dem Verwender konventionelle und klassische Kondome. Zum Fromms-Sortiment gehören:
- Fromms FF
- Fromms Classic.